# (12771) Kimshin
(12771) Kimshin est un astéroïde de la ceinture principale.

## Description
(12771) Kimshin est un astéroïde de la ceinture principale. Il fut découvert le 5 avril 1994 à Kitami par Kin Endate et Kazuro Watanabe. Il présente une orbite caractérisée par un demi-grand axe de 2,24 UA, une excentricité de 0,16 et une inclinaison de 4,8° par rapport à l'écliptique.

## Compléments